# Niviventer tenaster
Niviventer tenaster  (Thomas, 1916) è un roditore della famiglia dei Muridi diffuso in Cina e Indocina.

## Descrizione

### Dimensioni
Roditore di medie dimensioni, con lunghezza della testa e del corpo tra 120 e 190 mm, la lunghezza della coda tra 174 e 235 mm, la lunghezza del piede tra 32 e 35 mm, la lunghezza delle orecchie tra 23 e 26 mm e un peso fino a 140 g.

### Aspetto
La pelliccia è spinosa. Il colore delle parti superiori è bruno-giallastro, i peli spinosi sono marroni, mentre le parti ventrali sono bianche. La linea di demarcazione lungo i fianchi è netta. Le orecchie sono più grandi rispetto agli altri membri del genere. La coda è marrone superiormente, bruno chiaro inferiormente e con la punta chiazzata di bianco. I piedi sono lunghi e sottili. Le femmine hanno un paio di mammelle pettorali, un paio post-ascellari e due paia inguinali. Il numero cromosomico è 2n=46 FN=54, mentre nella sottospecie N.t.lotipes è 2n=52 FN=66.

## Biologia

### Comportamento
È una specie terricola.

## Distribuzione e habitat
Questa specie è diffusa in Cina e Indocina.
Vive nelle foreste pluviali montane fino a 3.000 metri di altitudine. Alcuni esemplari sono stati catturati tra le liane in boschi di bambù.

## Tassonomia
Sono state riconosciute 3 sottospecie:
- N.t.tenaster: Myanmar centro-occidentale e meridionale, Thailandia nord-occidentale, Cambogia e Laos meridionali;
- N.t.champa (Robinson & Kloss, 1922): Vietnam;
- N.t.lotipes (Allen, 1925): Isola di Hainan.

## Conservazione
La IUCN Red List, considerato il vasto areale e la popolazione numerosa, classifica M.tenaster come specie a rischio minimo (Least Concern).